# Septoriose du blé
 (octobre 2013).
Si vous disposez d'ouvrages ou d'articles de référence ou si vous connaissez des sites web de qualité traitant du thème abordé ici, merci de compléter l'article en donnant les références utiles à sa vérifiabilité et en les liant à la section « Notes et références ».
La septoriose du blé est une maladie fongique due  principalement à Septoria tritici et Phaeosphaeria nodorum, qui affecte le blé et d'autres espèces du genre Triticum et se rencontre dans toutes les zones de culture du blé à travers le monde. Elle peut causer des pertes de rendement de plus de 40 %.
Elle touche également d'autres cultures. Les épidémies peuvent être très dommageables du fait de leur développement exponentiel.

## Biologie
- Forme asexuée : Septoria tritici ; forme sexuée : Mycosphaerella graminicola
- Forme asexuée : Stagonospora nodorum ; forme sexuée : Phaeosphaeria nodorum

Ces deux champignons appartiennent aux Ascomycètes mais sont très différents sur le plan biologique et morphologique. Stagonospora nodorum, qui était dominant sur blé en France au début des années 1980, a été supplanté par Septoria tritici.
Les périthèces formés sur résidus de culture libèrent à l'automne des ascospores responsables des contaminations primaires. Les pycnospores libérées en présence d'humidité constituent ensuite le moteur de l'épidémie. Elles requièrent de l'eau libre pour germer. La phase d'incubation (apparition des premiers symptômes et des pycnides) dans les tissus de blé est relativement longue (15 à 21 jours).
Concrètement, chaque pycnospore peut être à l'origine d'une nouvelle lésion. Or, il y a en moyenne 1000 pycnospores par pycnide, 40 pycnides par lésion et de 3 à 4 lésions par feuille en cas de forte attaque. On peut donc estimer le nombre de pycnospores potentiellement infectieuses produites par chaque plante contaminée à environ 250 000.

## Symptômes
Les symptômes engendrés par Septoria tritici sont observables dès la fin de l'automne et durant tout l'hiver sur les feuilles de blé.
Les principaux organes atteints sont les feuilles, les nœuds et les épis. Les semences contaminées sont à l'origine de « manque à la levée » et de fonte des semis. Les jeunes plantules attaquées sont souvent de taille réduite, mais les racines ne présentent aucune pourriture.
L'aspect des taches est assez diversifié, celles-ci débutent souvent par un pâlissement du limbe évoluant en une coloration brunâtre. La présence de minuscules ponctuations noires, les pycnides, permet de distinguer Septoria tritici.
Le symptôme typique de Septoria nodorum est la présence sur les feuilles de taches brun clair nécrosées au centre en losange et bordées d'une chlorose ou d'un jaunissement. Phaeosphaeria nodorum peut aussi provoquer des symptômes sur les gaines ou les épis (nécrose brune) et contaminer les semences.

## Dégâts
La septoriose attaque principalement le blé de la germination à la maturité. On peut obtenir une réduction de rendement allant jusqu'à 45 % lorsque l'épi est attaqué, et 55 % lorsque la partie foliaire d'une plante est touchée dans son ensemble (dernière feuille : 35 %, avant dernière feuille : 10 %, troisième feuille : 10 %).

## Conditions favorisantes
La principale forme d'hibernation est celle se passant sur des restes de plantes et sur les plantules du froment d'hiver. Avec les hivers doux, il peut y avoir multiplication et propagation. Le champignon se manifeste de façon massive après un printemps humide, combiné à 15 jours de temps humide au moment de l'épiaison. La propagation des spores se fait au moyen des éclaboussures de pluie et du frottement des feuilles les unes contre les autres. Des gouttelettes contenant des spores peuvent être disséminées par le vent. L'infection peut également être dispersée via la paille et les semences contaminées.
Une forte humidité pendant une à quatre heures (selon la température) suffit pour assurer l'infection. En revanche, de trop fortes pluies lessivent les spores. Septoria tritici se développe à des températures plus froides que Phaeosphaeria nodorum. Les souches de septorioses varient dans leur pouvoir pathogène.

## Prévention et lutte contre les septorioses
Le risque de contamination peut être réduit en gardant une large rotation de cultures, en enfouissant profondément les restes végétaux et en ne laissant aucune chance de développement aux repousses et aux adventices. Un semis peu profond diminue également le risque d'infection. 
L’utilisation de variétés de blés améliorées pour leur résistance au champignon Zymoseptoria triticiresponsable de la septoriose contribue à la lutte contre cette maladie,.
Les régulateurs de croissance doivent être utilisés de sorte que le raccourcissement des tiges soit minime. Il augmente en effet le risque d'attaque. La fumure azotée doit de préférence être fractionnée. L'important est que les deux feuilles supérieures soient préservées de l'infection.
En raison d'une phase d'incubation relativement longue (15 à 21 jours), il est très difficile de lutter en préventif strict contre ces agents pathogènes, à moins de faire appel aux outils de diagnostic, tels que les tests sérologiques ou moléculaires ou des outils d'aide à la décision basés  sur des données agronomiques, de sensibilités variétales et des données météo. Le diagnostic visuel est très difficile au stade 8-9, et au-delà de ce stade des confusions sont possibles avec d'autres maladies.
À l'heure actuelle, la lutte chimique est le seul moyen permettant de lutter efficacement contre cette maladie, car elle seule semble permettre de stopper l'extension des épidémies. Les deux agents de la septoriose ont une sensibilité différente aux fongicides. Un traitement dès la montaison permet de limiter les attaques foliaires et de retarder les risques avant le traitement d'épiaison. En raison de la durée d'incubation très longue du champignon et des cycles d'infection successifs qui se superposent au cours d'une campagne, la stratégie fongicide visera à enrayer la poursuite d'une épidémie (effet curatif) tout en empêchant la contamination des nouveaux étages foliaires (effet préventif).
Dans le cadre de lutte fongicide, cela consiste à pratiquer un suivi des populations pathogènes, en fonction de leur sensibilité et de leur résistance à un fongicide donné
Seuil d'intervention : 15 % de symptômes sur la 3e feuille (F3). Dans des itinéraires de protection intégrée, le passage de fongicide est reculé jusqu'au stade « dernière feuille étalée » ce qui permet de protéger les deux dernières feuilles, essentielles pour le rendement. Dans ce cas, on utilise souvent une Triazole à 1/2 ou 1/3 de dose en fonction de la pression de la maladie et de la météo à venir.
Par ailleurs, la protection fongicide est un poste d'investissement important, il mérite donc d'être raisonné. Outre la connaissance des produits proposés sur le marché, et le temps passé à l'observation des parcelles, la protection fongicide nécessite la prise en compte de plusieurs paramètres : région, variété, conditions agronomiques de la parcelle et climat de l'année. Les fongicides doivent impérativement être bien positionnés, afin de bénéficier de la meilleure persistance d'action.
Dans la définition d'une stratégie fongicide, la prise en compte de la sensibilité de chaque variété est nécessaire. L'apparition sur le marché de variétés moins sensibles, voire tolérantes, permet une plus grande souplesse dans les programmes de protection, sans toutefois supprimer leur nécessité.
L'utilisation de modèles de simulation de développement de la maladie permet d'évaluer le risque de développement de la septoriose.

## Produits phytopharmaceutiques français contre la septoriose du blé
Liste des produits phytopharmaceutiques autorisés en France pour lutter contre la septoriose du blé .